# Mittlerer Busch
Der Mittlere Busch (auch Mittelbusch) ist eine Flur und ein Wohnplatz im Süden der kreisfreien Stadt Worms in Rheinland-Pfalz.

## Beschreibung
Der Mittlere Busch liegt zwischen der Bundesstraße 9 im Westen und dem Rhein im Osten südlich der Bürgerweide, von der er durch den Eckbach abgegrenzt wird. Südlich grenzt der Obere Busch an, westlich der zu Bobenheim-Roxheim gehörende Nonnenbusch.
Im Nordteil des Mittleren Buschs finden sich Auwaldreste, die restliche Fläche wird landwirtschaftlich genutzt, im Wesentlichen als Ackerland und im Rheinvorland als extensives Grünland. Nachdem 2005 das Alte Forsthaus Worms im nördlichen Bereich der Flur für die Anlage der „Hochwasserrückhaltung Worms-Mittlerer Busch“ abgebrochen wurde, besteht der Wohnplatz noch aus dem Wohnhaus eines ehemaligen Bauernhofs.
Der gesamte Bereich gehört zum Landschaftsschutzgebiet Rheinhessisches Rheingebiet.

## Namensherkunft
Die Bezeichnung „Busch“ bezieht sich auf die verbuschten Auwaldbereiche entlang des Rheins vor der Rheinbegradigung im 19. Jahrhundert, die Lageangabe „mittlerer“ auf die Lage zum Stadtzentrum, wobei der „Untere Dalberger Busch“ im Bereich der Bürgerweide der Stadt am nächsten und der „Obere Busch“ am fernsten war.